# Юрьевецкое городское поселение
Юрьевецкое городско́е поселе́ние — муниципальное образование в Юрьевецком районе Ивановской области Российской Федерации.
Административный центр — город Юрьевец.

## История
Статус и границы городского поселения установлены Законом Ивановской области от 25 февраля 2005 года N 54-ОЗ «О городском и сельских поселениях в Юрьевецком муниципальном районе»

## Население
| 2002   | 2010    | 2011    | 2012  | 2013  | 2014  | 2015  |
| ------ | ------- | ------- | ----- | ----- | ----- | ----- |
| 12 664 | ↘10 210 | ↘10 137 | ↘9746 | ↘9404 | ↘9092 | ↘8784 |
| 2016   | 2017    | 2018    | 2019  | 2020  | 2021  |       |
| ↘8536  | ↘8378   | ↘8281   | ↘8154 | ↘7945 | ↘7899 |       |

## Состав городского поселения
| № | Населённый пункт | Тип населённого пункта        | Население |
| - | ---------------- | ----------------------------- | --------- |
| 1 | Юрьевец          | город, административный центр | ↘7899     |